# Corbii Mari
Corbii Mari là một xã thuộc hạt Dâmbovița, România. Dân số thời điểm năm 2002 là 8357 người.